# Westeuropa-Westchina-Verkehrskorridor
Der Westeuropa-Westchina-Verkehrskorridor ist eine Straßenverkehrsachse die von Europa nach Asien verläuft. Sie soll die kulturelle und wirtschaftliche Beziehungen zwischen Europa und Asien stärken. Die Straße beginnt in Sankt Petersburg und endet bei Lianyungang.

## Geschichte
Die Idee kam aus den 1950er Jahren von der Sowjetunion und der Volksrepublik China. Ziel war eine durchgängige Straßenverbindung von Moskau nach Peking zu bauen. Das Projekt wurde jedoch kurze Zeit später verworfen, nachdem sich die Beziehungen zwischen der Volksrepublik China und der Sowjetunion in den 1960er-Jahren deutlich verschlechtert hatten. Später, im Jahr 2008, als der Handelsumsatz zwischen der Europäischen Union und der Volksrepublik China einige hundert Milliarden Euro erreichte, wurden die Forderungen nach einem Ausbau des Verkehrskorridors zwischen China und der EU lauter. Die Forderungen kamen aus Kasachstan, Russland sowie aus Belarus. Noch im gleichen Jahr unterzeichneten Russland und Kasachstan ein Memorandum über den Ausbau des Westeuropa-Westchina-Verkehrskorridor. Im Jahr 2015 schlossen der russische Präsident Wladimir Putin und der chinesische Präsident Xi Jinping ein Kooperationsabkommen im Rahmen des Projekts „One Belt, One Road“. Der Westeuropa-Westchina-Verkehrskorridor ist eine ergänzende Infrastruktur zu der Neuen Seidenstraße.

## Verlauf
Sie beginnt in Sankt Petersburg (Russland) und führt zuerst über Moskau nach Kanasch. In der nähe von Kanasch wird die Strecke nach Toljatti über Samara nach Orenburg bis zur russisch-kasachische Grenze bei Sagartschin geführt. Dort wird sie über Aqtöbe nach Schymkent und weiter über Almaty Richtung China fortgesetzt. Der Größte Teil in China wird durch die Autobahn G30 gebildet. In China wird die Strecke über Ürümqi und Lanzhou zum Endpunkt Lianyungang führen. Die Gesamtlänge der Strecke soll ca. 8500 km betragen.

### Russland

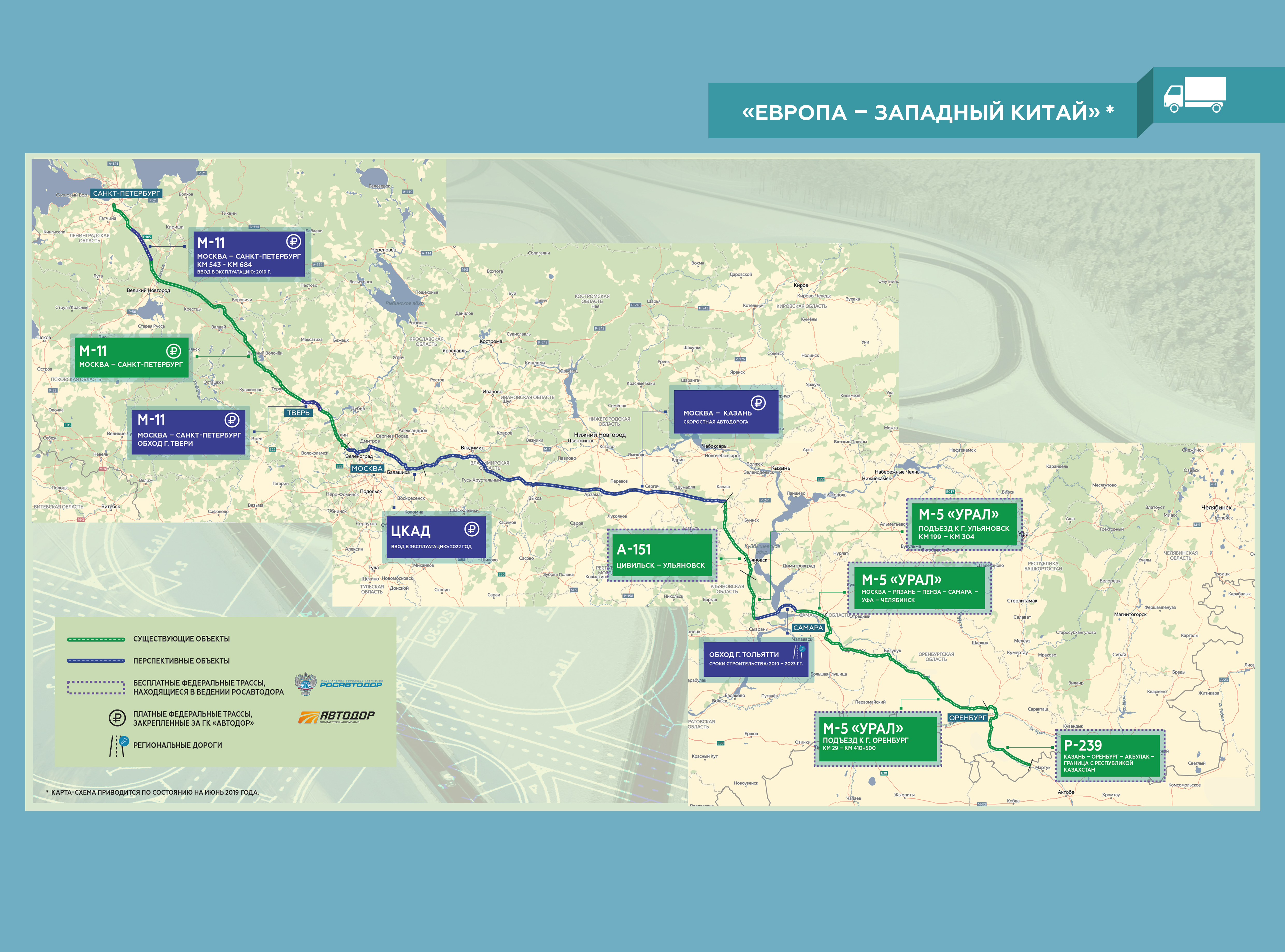
Verlauf des Westeuropa-Westchina-Verkehrskorridors in Russland

Russland hat am 16. Juli 2024 mit der Eröffnung der Ortsumgehung Toljatti, sowie der Eröffnung des letzten Teilabschnitts der Autobahn M11 in Twer den Westeuropa-Westchina-Verkehrskorridor fertiggestellt. Von den 2340 km Verkehrskorridor in Russland sind ca. 1500 km als Autobahn, Schnellstraße oder als Autobahnähnliche Straße ausgebaut. Die Restlichen 840 km ist nur als einfache Landstraße ausgebaut.
| Streckenführung       | Streckenführung                            | Streckenführung | Streckenführung                            |
| Straße                | Strecke                                    | Entfernung      | Status                                     |
| --------------------- | ------------------------------------------ | --------------- | ------------------------------------------ |
|                       | Sankt Petersburg – Twer – Bucharowo        | ca. 640 km      | fertiggestellt als Autobahn                |
|                       | Bucharowo – Elektrostal                    | ca. 100 km      | fertiggestellt als Autobahn                |
|                       | Elektrostal – Arsamas – Kanasch            | ca. 600 km      | fertiggestellt als Schnellstraße           |
| A151                  | Kanasch – Uljanowsk                        | ca. 140 km      | fertiggestellt als Landstraße              |
| M5                    | Uljanowsk – Troitskoje                     | ca. 100 km      | fertiggestellt als Landstraße              |
| Ortsumgehung Toljatti | Troizkoje – Selenowka                      | ca. 100 km      | fertiggestellt als Schnellstraße           |
| M5                    | Selenowka – Samara                         | ca. 50 km       | fertiggestellt als Autobahnähnliche Straße |
| Ortsumgehung Samara   | östlich von Samara                         | ca. 50 km       | fertiggestellt als Landstraße              |
| M5                    | Samara – Orenburg                          | ca. 370 km      | fertiggestellt als Landstraße              |
| R239                  | Orenburg – Sagartschin / Grenze Kasachstan | ca. 160 km      | fertiggestellt als Landstraße              |

### Kasachstan
Kasachstan hat im Dezember 2017 den Nordwest-Südost-Korridor (hauptsächlich bestehend aus M32 und A2) mit einer Länge von 2452 km fertiggestellt. Davon sind 1390 km als Autobahnähnliche Straße mit zwei Richtungsfahrbahnen und zwei Fahrstreifen von Qysylorda über Almaty bis zur chinesischen Grenze ausgebaut. Die restlichen 1062 km sind als Landstraße von Qysylorda über Aqtöbe bis zur russischen Grenze ausgebaut und werden auf absehbare Zeit Landstraßen bleiben.
| Streckenführung        | Streckenführung                   | Streckenführung | Streckenführung                                                    |
| Straße                 | Strecke                           | Entfernung      | Status                                                             |
| ---------------------- | --------------------------------- | --------------- | ------------------------------------------------------------------ |
| A24                    | Grenze Russland / Yaysan – Aqtöbe | ca. 100 km      | fertiggestellt als Landstraße                                      |
| M32                    | Aqtöbe – Qysylorda – Schymkent    | ca. 1500 km     | fertiggestellt als Landstraße (Aqtöbe – Qysylorda)                 |
| M32                    | Aqtöbe – Qysylorda – Schymkent    | ca. 1500 km     | fertiggestellt als Autobahnähnliche Straße (Qysylorda – Schymkent) |
| A2                     | Schymkent – Taras – Almaty        | ca. 630 km      | fertiggestellt als Autobahnähnliche Straße                         |
| Ortsumgehung Almaty    | westlich von Almaty               | ca. 40 km       | fertiggestellt als Autobahn                                        |
|                        | westlich von Otegen Batyr         | ca. 2 km        | fertiggestellt als Autobahn                                        |
| Autobahn Almaty-Horgos | Almaty – Horgos / Grenze China    | ca. 300 km      | fertiggestellt als Autobahnähnliche Straße                         |

### Volksrepublik China
In China wurde im Jahr 2002 mit dem Bau der längsten Autobahn G30 begonnen, die im Dezember 2014 fertiggestellt und für den Verkehr freigegeben wurde. Die Autobahn G30 beginnt in der Stadt Ili, führt durch die Großstädte Ürümqi und Lanzhou und endet in der Nähe von Lianyungang.
| Streckenführung | Streckenführung                              | Streckenführung | Streckenführung                            |
| Straße          | Strecke                                      | Entfernung      | Status                                     |
| --------------- | -------------------------------------------- | --------------- | ------------------------------------------ |
|                 | Grenze Kasachstan / Korgas – Laohuocheng     | ca. 8 km        | fertiggestellt als Autobahnähnliche Straße |
|                 | Laohuocheng – Ürümqi – Lanzhou – Lianyungang | ca. 3700 km     | fertiggestellt als Autobahn                |